# Регистан (пустыня)
Регистан (пушту ریګستان‎, дари ریگیستان, перс. رجیسان‎) — песчаная пустыня в южной части Афганистана. Ограничена рекой Гильменд на севере и западе, горами Чагаи — на юге, Кветто-Пишинским плоскогорьем — на востоке. Представляет собой пологонаклонную равнину с широким развитием закреплённых песчаных гряд, подвижных барханов (высотой до 60 м) и др. Площадь около 40 000 км².
Высота местности колеблется от 1500 метров на востоке до 800 метров на западе. Протяжённость по широте более 200 километров, а по меридиану до 200 километров. Облик рельефа определяется меридиональными грядами. Климат субтропический, континентальный, сухой. Осадков около 100 мм в год (максимум — зимой и весной). Зимой температура опускается до 0 °C, а летом поднимается до 45 °C. Частые ураганные ветры, раскаленный воздух приносит массы солёной пыли. Растительность редкая: полыни, эфемеры и эфемероиды. 
Пастбищное скотоводство: овцы, козы и верблюды. Население преимущественно кочевое (скотоводы-кучи). 
По долинам рек и у подножий гор встречаются редкие оазисы; русла наиболее крупных рек сопровождаются тугайной растительностью. 
По юго-западному краю пустыни проходит афгано-пакистанская граница.

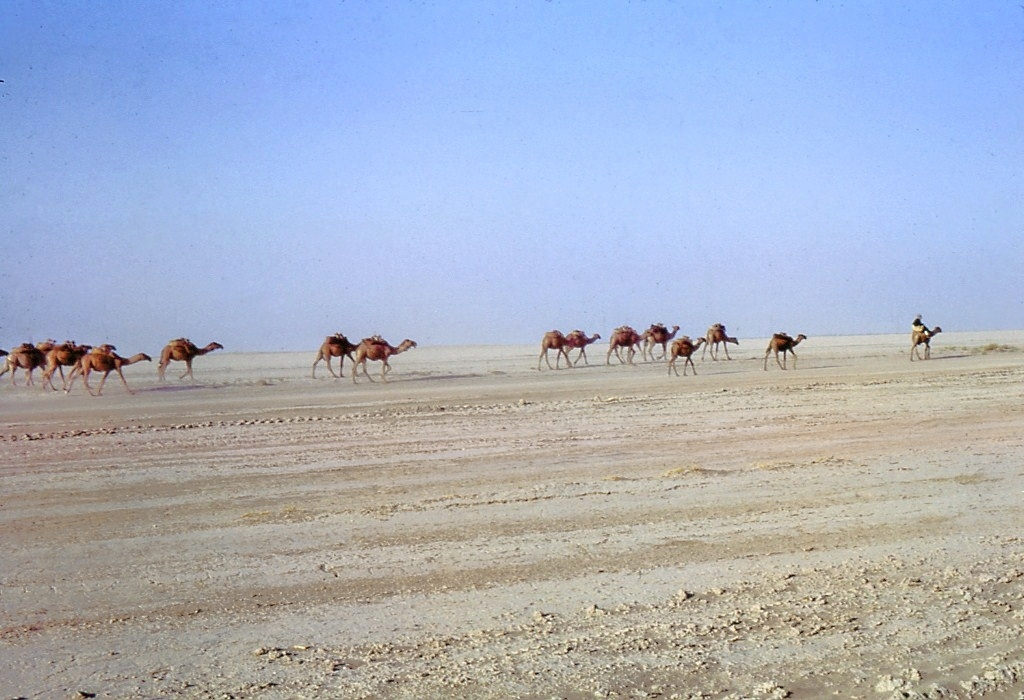
Караваны в пустыне Регистан, 1969.
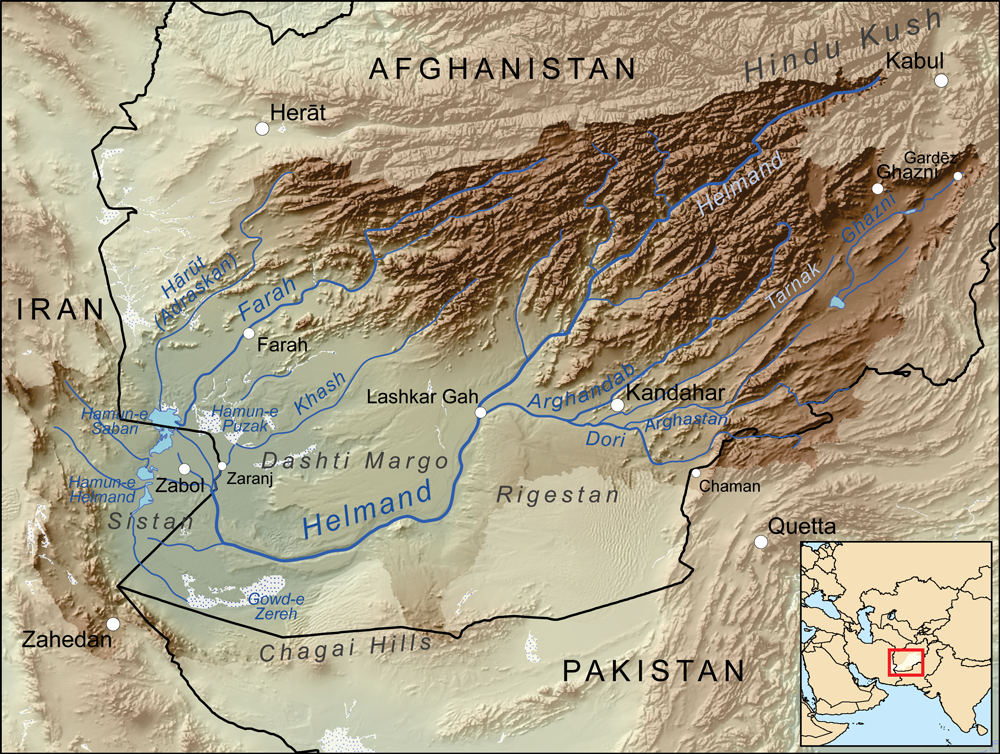
Бассейн реки Гильменд и пустыня Регистан к востоку от неё.